# درد در دوزیستان

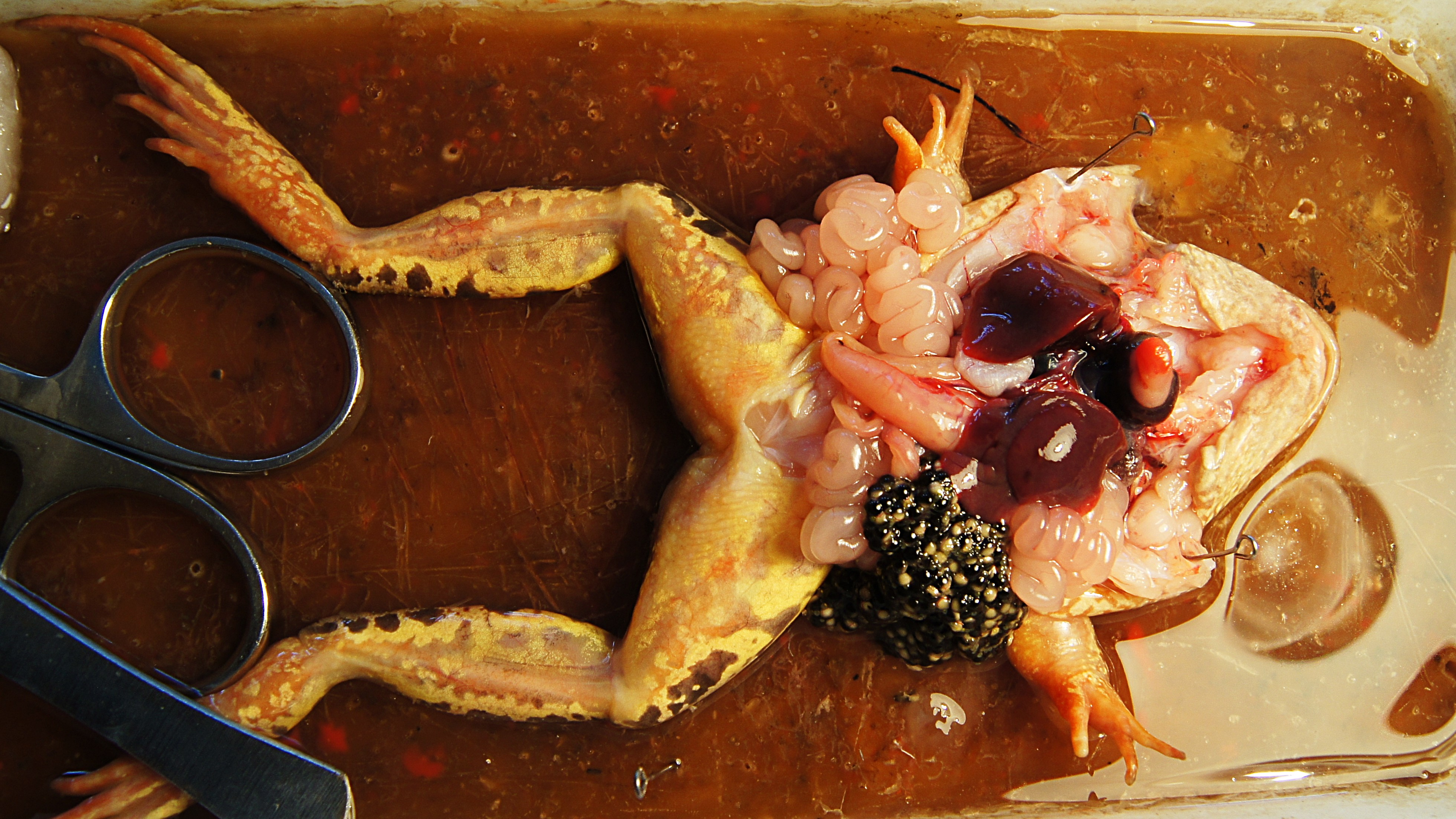
تشریح قورباغه

درد یک حس و احساس بد است که با آسیب واقعی یا نهفته در بافت همراه است. این موضوع به‌طور گسترده توسط طیف گسترده‌ای از دانشمندان و فیلسوفان پذیرفته شده‌است که جانوران غیرانسانی می‌توانند درد را درک کنند، از جمله درد در دوزیستان.

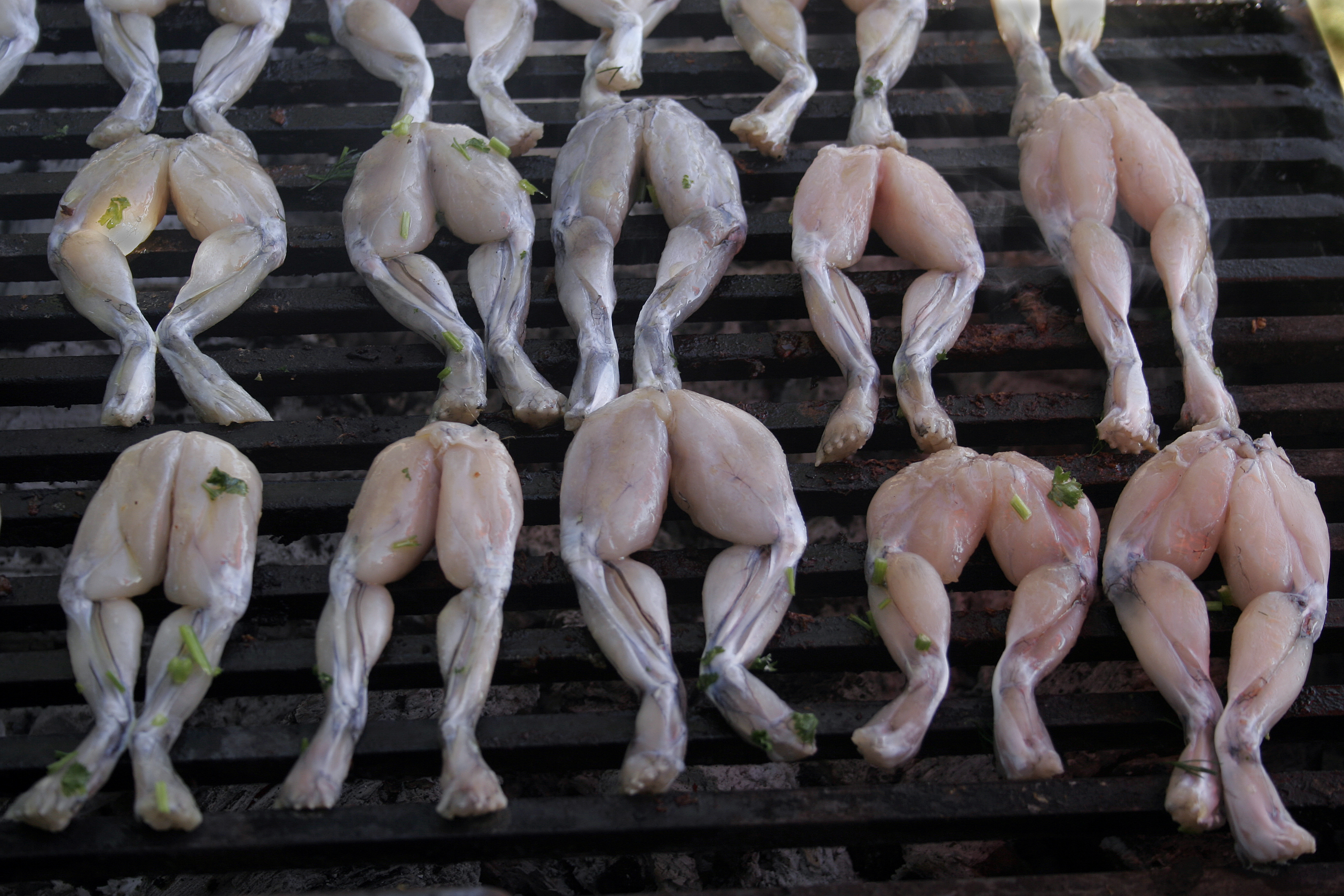
پاهای قورباغه - یک غذای آشپزی

درد یک حالت روانی پیچیده‌است، با کیفیت ادراکی مشخص اما همراه با رنج، که یک حالت عاطفی است. به دلیل این پیچیدگی، وجود درد در حیوانات غیرانسانی را نمی‌توان با استفاده از روش‌های مشاهده ای بدون ابهام تعیین کرد، اما این نتیجه که حیوانات درد را تجربه می‌کنند اغلب بر اساس حضور احتمالی هوشیاری پدیده ای استنباط می‌شود که از فیزیولوژی مقایسه ای مغز نیز استنتاج می‌شود. به عنوان واکنش‌های فیزیکی و رفتاری.

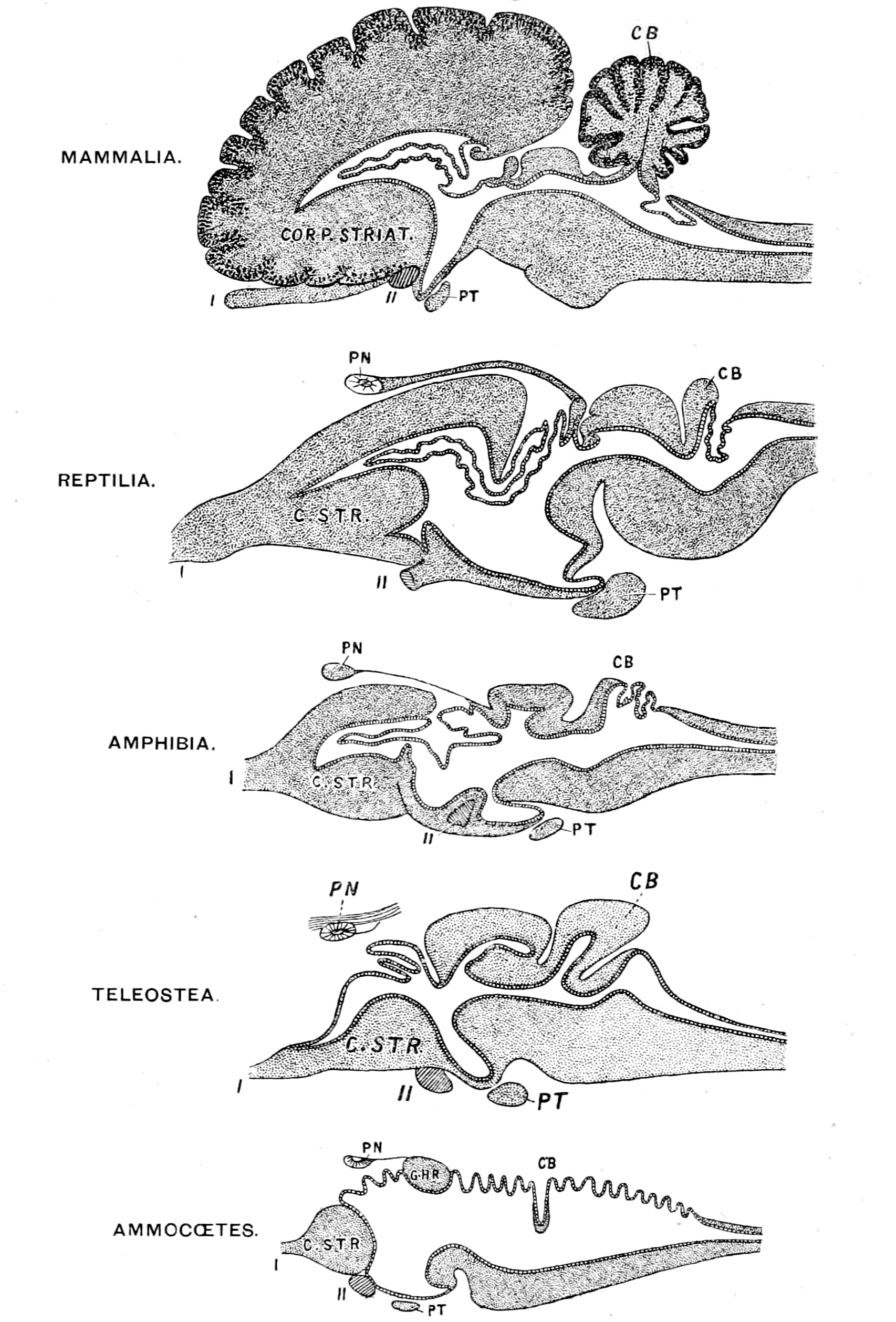
مغز رده‌های مهره‌داران CB.، مخچه؛ PT.، بدنه هیپوفیز؛ پ.ن. بدن صنوبری؛ C. STR.، جسم مخطط؛ GHR، گانگلیون راست habenulæ. I.، بویایی؛ دوم، اعصاب بینایی.

درد در دوزیستان پیامدهای اجتماعی از جمله قرار گرفتن آنها در معرض آلاینده‌ها، (آماده‌سازی برای) آشپزی (مثلاً پاهای قورباغه) و دوزیستان مورد استفاده در تحقیقات علمی دارد.
در سده ۲۰ و ۲۱، تحقیقات علمی زیادی دربارهٔ درد در جانوران غیرانسانی انجام شد.
مقالات دام‌پزشکی منتشر شده‌است که نشان می‌دهد خزندگان درد را به روشی مشابه با پستانداران تجربه می‌کنند، و اینکه مسکن‌ها در این رده از مهره‌داران مؤثر هستند.
مطالعات الکتروفیزیولوژیک اولیه در قورباغه‌ها گزارش می‌دهد که محرک‌های زیان‌بار مکانیکی، گرمایی و شیمیایی الیاف آوران اولیه را با آکسون‌های آهسته رسانا تحریک می‌کنند.
پوست قورباغه شامل الیاف گروه C و الیاف A-delta است.
| معیارهای درک درد در دوزیستان                | معیارهای درک درد در دوزیستان | معیارهای درک درد در دوزیستان | معیارهای درک درد در دوزیستان | معیارهای درک درد در دوزیستان |
| شاخص                                        |                              |                              |                              |                              |
| شاخص                                        | قورباغه                      | دم‌داران                      | برهنه‌ماران                   |                              |
| ------------------------------------------- | ---------------------------- | ---------------------------- | ---------------------------- | ---------------------------- |
| گیرنده‌های درد دارد                          | Green tick                   | ?                            | ?                            |                              |
| مسیرهای سیستم عصبی مرکزی                    | Green tick                   | ?                            | ?                            |                              |
| پردازش مرکزی در مغز                         | Green tick                   | ?                            | ?                            |                              |
| گیرنده‌های داروهای ضد درد                    | Green tick                   | ?                            | ?                            |                              |
| پاسخ‌های فیزیولوژیکی                         | Green tick                   | ?                            | ?                            |                              |
| دوری از محرک‌های زیان‌بار                     | Green tick                   | ?                            | ?                            |                              |
| تغییر رفتار نسبت به هنجار                   | Green tick                   | ?                            | ?                            |                              |
| رفتار حفاظتی                                | Green tick                   | ?                            | ?                            |                              |
| پاسخ‌ها با داروهای ضد درد کاهش می‌یابد        | Green tick                   | ?                            | ?                            |                              |
| خودتجویز بی‌دردی                             | ?                            | ?                            | ?                            |                              |
| پاسخ‌هایی با اولویت بالا نسبت به دیگر محرک‌ها | Green tick                   | ?                            | ?                            |                              |
| برای دسترسی به مسکن هزینه پرداخت کنید       | ?                            | ?                            | ?                            |                              |
| انتخاب‌ها / ترجیحات رفتاری تغییریافته        | Green tick                   | ?                            | ?                            |                              |
| یادگیری کمکی                                | ?                            | ?                            | ?                            |                              |
| مالش، لنگیدن یا نگهبانی                     | Green tick                   | ?                            | ?                            |                              |
| پرداخت هزینه برای جلوگیری از محرک‌های مضر    | ?                            | ?                            | ?                            |                              |
| جابجایی با دیگر الزامات                     | Green tick                   | ?                            | ?                            |                              |